# Чистенко Іван Сергійович
Іва́н Сергі́йович Чисте́нко (7 вересня 1911 — 6 червня 1991) — радянський військовик часів Другої світової війни, гвардії сержант. Нагороджений чотирма медалями «За відвагу».

## Життєпис
Народився в селі Преображенне, нині Сватівського району Луганської області, в селянській родині. Українець. Працював у місцевому колгоспі, пройшов дійсну строкову військову службу в лавах РСЧА.
З початком німецько-радянської війни вдруге мобілізований до РСЧА Нижньодуванським РВК Ворошиловградської області.
Був стрільцем комендантського взводу 905-го стрілецького полку 248-ї стрілецької дивізії, командиром мінометної обслуги батареї 82-мм мінометів, помічником командира взводу, старшиною мінометної роти 49-го кавалерійського полку 8-ї Далекосхідної кавалерійської дивізії 6-го гвардійського кавалерійського корпусу. Воював на Сталінградському, Південному, Західному, Білоруському, 1-му та 2-му Українських фронтах.
Після закінчення війни демобілізований, повернувся у рідне село. Працював у колгоспі «Більшовик» комірником, головою сільпо, пасічником.

## Нагороди
Нагороджений орденами Вітчизняної війни 2-го ступеня (11.03.1985), Червоної Зірки, чотирма медалями «За відвагу» (15.02.1943, 13.02.1944, 31.07.1944, 20.10.1944) та іншими медалями.

## Вшанування пам'яті
На фасаді будівлі НВК «Преображенська ЗОШ І-ІІ ступенів — ДНЗ» встановлено меморіальну дошку.